# Montecagno
Montecagno (Muntchegn nel dialetto locale) è una frazione del comune di Ventasso in provincia di Reggio Emilia, è situato sulla provinciale Ligonchio-Villa Minozzo, in una insenatura gessosa. 
Tra i luoghi interessanti dal punto di vista artistico-architettonico ci sono una costruzione risalente al XVII secolo e il tabernacolo in legno (1600) della chiesa, attribuito allo scultore Ceccati.

## Storia
Il nome Montecagno deriva da "cagnola", il posto dove si formavano i gentiluomini di corte (detti cani dalla plebe), da qui il nome Monte della Cagnola che poi si trasformò in Montecagno.
Questa borgata faceva parte del territorio di Piolo ma in seguito alla peste del 1631, per lo scioglimento di un voto fatto a San Rocco, chiesero e ottennero il riconoscimento come parrocchia.